# Born Free
Born Free (en España, Nacida libre; en Argentina, La leona de dos mundos) es una película dramática británica de 1966 producida por Sam Jaffe y Paul Radin, dirigida por James Hill, con fotografía de Kenneth Talbot y con la actuación de Virginia McKenna y Bill Travers encarnando a Joy y George Adamson, pareja de la vida real que había criado a Elsa, un cachorro de león huérfano, hasta su madurez y posterior inserción en la vida salvaje en Kenia.
El filme está basado en la novela homónima escrita por la misma Joy Adamson en 1960. Fue dirigido por James Hill y producido por Sam Jaffe y Paul Radin. La música de Born Free, compuesta por John Barry, ganó numerosos premios.

## Sinopsis
En la Provincia del Norte de Kenia, una mujer es asesinada y devorada por un león macho.  El guardián británico de vida silvestre George Adamson (Bill Travers) es enviado para matar al león amenazador y también a su hembra, que también lo ataca en defensa de sus tres cachorros.  Al darse cuenta de que ahora no tienen madre, George lleva a los tres cachorros a casa con su esposa Joy (Virginia McKenna) y los cría.  Llaman a los cachorros Big One, Lastika y Elsa, quien es la más joven y con la que Joy y George se encariñan especialmente.  Cuando los cachorros crecen demasiado, los dos mayores son enviados al zoológico de Rotterdam, pero los Adamson deciden quedarse con Elsa.
Algunos años más tarde, Joy y George pronto tienen que viajar a Kiunga cuando su jefe, John Kendall (Geoffrey Keen), le cuenta a George sobre un león que está matando cabras en un pueblo local.  George logra matar con éxito al feroz león y él y Joy pueden compartir unas vacaciones especiales con Elsa, donde le presentan el Océano Índico.  Al regresar a la Provincia del Norte, los Adamson se enteran de que Elsa ha provocado una estampida masiva de elefantes.  Kendall afirma que los Adamson ya no pueden quedarse con Elsa y deben encontrar un zoológico para acogerla. Sin embargo, Joy desea enseñarle a Elsa cómo sobrevivir en la naturaleza, lo que Kendall, a regañadientes, les da a ella y a George tres meses para hacerlo.
Joy y George viajan al Parque Nacional Meru, donde pretenden liberar a Elsa.  Inicialmente, intentan presentarle a Elsa un león macho, lo que no va según lo planeado: la dejan durante la noche con una nueva cebra muerta, pero regresan por la mañana y la encuentran sola.  Elsa es constantemente llevada al monte, pero no logra matar, siendo atacada por un jabalí en una de estas salidas.  Finalmente, Joy y George deciden dejar a Elsa en el monte durante al menos una semana y cambiar la ubicación de su campamento para que Elsa pueda volverse más independiente.  Sin embargo, la encuentran gravemente herida (posiblemente por leones salvajes).  Joy todavía cree que puede enseñarle a Elsa a sobrevivir, ya que se opone a enviarla a un zoológico, donde no tendrá libertad.  Esto demuestra ser una buena decisión, ya que Elsa finalmente comienza a dejar a los Adamson durante días y, finalmente, empieza a cazar varios animales.  Los Adamson la llevan a cabo para su prueba final, un intento de unirse a un grupo de leones.  Elsa se las arregla para luchar contra una leona salvaje y por fin es aceptada en la manada. Joy y George están encantados con su éxito, pero prometen volver a ver a su querida amiga cuando regresen a Kenia.
Un año después, los Adamson regresan a Kenia y tienen una semana para encontrar a Elsa.  Están encantados de ver que Elsa ha triunfado como león salvaje y ahora es madre de tres cachorros.  Sin embargo, Joy y George están de acuerdo en que no interactuarán con los cachorros, lo que les permitirá sobrevivir como leones salvajes.

## Reparto
- Virginia McKenna: Joy Adamson.
- Bill Travers: George Adamson.
- Geoffrey Keen: John Kendall.
- Peter Lukoye: Nuru.
- Surya Patel: el doctor.
- Geoffrey Best: Watson.
- Bill Godden: Sam.
- La leona Mara: Elsa.

El filme también presenta a otros ejemplares de la especie de Elsa: Boy y Girl, Henrietta, Ugas y los cachorros.

## Premios y candidaturas
- Premios Óscar a la mejor banda sonora original: (John Barry)
- Premios Óscar a la mejor canción: (John Barry (música) y Don Black (letra))
- Globo de Oro a la mejor película - Drama
- Premio del Sindicato de Directores para la mejor dirección en exterior: (James Hill)
- Globo de Oro a la mejor actriz - Drama: (Virginia McKenna)
- Globo de Oro a la mejor canción original: (John Barry)
- Premio Grammy al mejor álbum de música cinematográfica: (John Barry)